# Йовович, Милла
Ми́лица Богда́новна Йо́вович (род. 17 декабря 1975, Киев), более известная как Ми́лла Йо́вович (англ. Milla Jovovich) — американская актриса кино и телевидения, певица, музыкант, фотомодель и модельер.

## Биография и карьера
Родилась 17 декабря 1975 года в Киеве. Дед и брат деда Йовович, Богдан и Бранко Йововичи, участвовали в попытке свержения лидера Югославии Иосипа Броза Тито. Братья Богдан и Бранко Йововичи с другом Милитой Перовичем прибыли в Киев в начале 1960-х, приплыли в Одессу из Албании на советском теплоходе под видом туристов, они спасались от гнева Иосипа Броза Тито. Отец — Богич (Богдан) Йовович, врач из Черногории; мать — Галина Логинова — русская; советская и американская актриса. Предки по линии матери — уроженцы Тулы. Мать работала актрисой (1973—1980) на Киностудии имени Довженко в Киеве. В детстве Милла Йовович первые 5 лет жизни провела на Украине, сначала почти год ходила в детский сад в Днепропетровске, а затем жила с матерью в Киеве.
В 1980 году семья переехала в Лондон, потом в Сакраменто, США, а затем, спустя семь месяцев, в Лос-Анджелес. Там Логинова пыталась продолжить актёрскую карьеру, но из-за языкового барьера не сумела в этом преуспеть, из-за чего они с мужем какое-то время работали прислугой. В частности, они были уборщиками и поварами в доме режиссёра Брайана де Пальмы. Через некоторое время после переезда в Лос-Анджелес Йовович и Логинова развелись. Йовович через несколько лет завёл роман с аргентинкой, и от этих отношений у Миллы Йовович есть младший единокровный брат Марко (род. в 1988 году), но из-за развода родителей она с ним редко виделась.
Начав посещать общественные школы в Лос-Анджелесе, Милла Йовович довольно быстро, за три месяца, освоила английский язык, но в школах к ней всё равно неприязненно относились другие дети из-за того, что её родители были из Советского Союза (что было связано с новым витком холодной войны). В 1994 году Богич Йовович был арестован и осуждён на 20 лет за финансовые махинации с медицинскими страховками, но провёл в тюрьме только пять лет и был выпущен в 1999 году (по словам Миллы Йовович, тюрьма пошла её отцу на пользу и изменила его в гораздо лучшую сторону). Воспитанием Миллы Йовович и продвижением в шоу-бизнесе на начальном этапе занималась мать, которая впоследствии сама вернулась в кино.
В модельном бизнесе Йовович с 9 лет, впервые появилась на обложке итальянского журнала «Lei». Позднее американский фотограф Ричард Аведон предложил ей фотосессию для журнала «Mademoiselle». Когда редактор журнала узнал возраст модели, он поспешил снять фотографию Йовович. Только после предупреждения со стороны Аведона фотографии были восстановлены. Проблема привлечения несовершеннолетних в шоу-бизнес на несколько месяцев стала предметом разговоров американских ток-шоу. В этом году Йовович появилась на обложках пятнадцати журналов. Будучи семиклассницей, 12-летняя Йовович бросила школу, чтобы окончательно сосредоточиться на работе модели. В 1994 году, в 19 лет, она стала натурализовавшейся гражданкой США.
Милла Йовович участвовала в рекламной кампании Revlon «Самые незабываемые женщины мира». Она заключила контракты с Hugo Boss, Guess и Calvin Klein; гонорары достигали 3 тысяч долларов в день. C 1998 года — рекламное лицо L’Oréal.
В кино впервые снялась в 13 лет в фильме Залмана Кинга «Слияние двух лун» (1988). В 16 лет снялась в главной роли в фильме «Возвращение в голубую лагуну» (1991). В 1992 году в картине «Чаплин» сыграла жену Чарли Чаплина — Милдред Харрис. На съёмках фильма «Под кайфом и в смятении», где она играла эпизодическую роль, Йовович познакомилась с актёром Шоном Эндрюсом. Они поженились в октябре 1992 года, но уже через месяц развелись.
В 1994 году выпустила свой первый музыкальный альбом «The Divine Comedy» («Божественная комедия»). Йовович отправилась со своей группой «Plastic Has Memory» в гастроли по Европе и США.
В 1996 году вернулась в кино, участвуя в кастинге на роль в фильме режиссёра Люка Бессона. Со второй попытки она получила роль, и в 1997 году снялась в фильме «Пятый элемент». В конце года вышла замуж за Бессона. В 1998 году Йовович предстала в роли проститутки в картине Спайка Ли «Его игра» с Дензелом Вашингтоном. В 1999 году играла роль Жанны Д`Арк в одноимённом фильме Бессона и в этом же году развелась с ним.
В 2000 году на открытии Берлинского кинофестиваля состоялась премьера нового фильма с участием Йовович и Мела Гибсона — картины Вима Вендерса «Отель „Миллион долларов“» по сценарию солиста группы U2 — Боно. Картина получила приз фестиваля — «Серебряного медведя». В 2001 году Йовович снялась в комедии Бена Стиллера «Образцовый самец».
Совместно с моделью Кармен Хоук является создателем линии одежды «Jovovich-Hawk». В 2004 году была самой высокооплачиваемой моделью, рекламируя косметику L'Oreal. Согласно рейтингу журнала Forbes, её доход составил 10,5 миллионов долларов (с учётом гонораров за съёмки в фильмах). В 2005 году Йовович посетила Украину для участия в праздновании 80-летия международного детского лагеря «Артек» в Крыму.
Снималась в главной роли во всех, кроме последней, сериях фильма ужасов «Обитель зла», вышедших в 2002, 2004, 2007, 2010, 2012 и 2016 гг., продюсер и автор сценария которых, Пол Андерсон, женился на Милле Йовович в 2009 году. Несмотря на отрицательные отзывы критики, с коммерческой точки зрения сериал был очень успешен: общие кассовые сборы шести серий превысили 1,2 млрд долларов при бюджете в 288 миллионов долларов. Последняя серия «Обитель зла: Раккун-Сити» была снята без участия Пола Андерсона и Миллы Йовович.
В 2006 году снялась в главной роли в фантастическом триллере «Ультрафиолет». Фильм получил резко отрицательные рецензии, средняя оценка критиков по версии Rotten Tomatoes составила 3 по шкале 1—10. Сборы составили 31 миллион долларов при бюджете около 30 миллионов долларов. В том же году состоялся ограниченный релиз независимой криминальной драмы «45-й калибр», где Йовович также сыграла главную роль. 
В 2009 году снялась в главной женской роли в триллере «Идеальный побег». Триллер был в целом тепло принят критикой, но сборы составили лишь 22,9 млн долларов при бюджете в 14 миллионов долларов. В том же году она сыграла главную роль в фантастическом фильме «Четвёртый вид». Отрицательные рецензии не помешали собрать 47,7 миллионов долларов при бюджете всего в 10 миллионов долларов. Также в 2009 году Йовович снялась в эротической фотосессии для журнала «Purple Fashion», а фотографировал её Марио Сорренти.
В 2010 году стала лицом специальной благотворительной сумки от Tommy Hilfiger, выпущенной ограниченным тиражом в помощь ассоциации Breast Health International. Организация занимается проблемами рака груди у женщин.
В том же году снялась в одной из главных ролей в независимой малобюджетной комедийной драме «Дрянная девчонка». Фильм был показан на Международном кинофестивале в Торонто, но получил отрицательные оценки критики и собрал лишь 55 125$ при бюджете около 4 миллионов долларов из-за ограниченного показа. Саму Йовович журнал «The Hollywood Reporter» назвал в рецензии «необычайной» (terrific).
В психологическом триллере «Стоун» сыграла жену попавшего в тюрьму поджигателя. Партнёрами её были Роберт де Ниро и Эдвард Нортон. Фильм получил смешанные оценки критики, провалился в прокате, но сайт The A.V. Club в своей рецензии высоко оценил игру Йовович.
В том же году снялась в российской комедии «Выкрутасы», в котором сыграла вместе с Константином Хабенским и Иваном Ургантом. В рамках продвижения фильма участвовала в шоу «Прожекторперисхилтон» (выпуск от 19.02.2011).
В фильме Пола Андерсона «Мушкетёры» по мотивам романа «Три мушкетёра», выпущенном в 2011 году, сыграла Миледи. Фильм получил отрицательные отзывы критиков, сбор составил 132 миллиона долларов при бюджете в 75 миллионов долларов. После выхода фильма Йовович в своём твиттер-аккаунте раскритиковала Summit Entertainment за то, что фильм не рекламировался «как забавный семейный фильм» и что эта компания «почивает на лаврах» и «не делает усилий» ради её фильма. В ответ представитель Summit Entertainment заявил, что актриса «работает 15 часов в сутки на съёмках очередной серии „Обители зла“ и, вероятно, не заметила рекламной кампании» и «не имеет представления, о чём говорит». «Вам не кажется, что ей сначала следовало обратиться к нам? Это оскорбительно. Так себя не ведут. Если у неё проблема, надо прийти в студию и сказать», — добавил он.
Следующей работой Йовович в том же году была главная роль в криминальном фильме ужасов «Лица в толпе». Она сыграла роль жертвы серийного убийцы, выжившей при нападении, но получившей травмы головы, после которых она страдает прозопагнозией. Фильм получил отрицательные отзывы критиков и провалился в прокате, собрав немногим более 2 миллионов долларов при бюджете в 15 миллионов. «Sight and Sound» назвал фильм «слишком слабым для актрисы такого драматического таланта, как Йовович». В том же году сыграла украинскую мошенницу в комедийной драме «Плохая мамочка», поставленной нидерландской актрисой Фамке Янссен. Фильм демонстрировался на многих кинофестивалях, но был сдержанно встречен критикой и не вышел в США за пределы ограниченного показа.
В 2014 году сыграла амбициозную женщину в фильме «Цимбели́н», представляющем собой адаптацию одноимённой пьесы Уильяма Шекспира, с действием, перенесённым в наши дни. Фильм получил смешанные отзывы. В следующем году вышел шпионский боевик «Survivor», в котором Йовович сыграла агента дипломатической службы безопасности. Фильм получил почти исключительно отрицательные рецензии. Оба фильма в Северной Америке распространялись как видео по запросу, хотя вне США показывались и в кинотеатрах.
В 2016 году сыграла роль-камео злодейки Катиньки в фильме «Образцовый самец № 2».
В 2017 году сыграла роль одной из журналисток, расследующих причины американского вторжения в Ирак, в фильме «Шок и трепет». Фильм получил смешанные рецензии и провалился в прокате, собрав лишь менее 0,2 млн долларов в кинотеатрах и около 2,6 миллионов долларов как домашнее видео при бюджете 16,5 миллионов долларов.
В 2018 году сыграла роль второго плана в постапокалиптическом боевике «Мир будущего». Фильм получил резко отрицательные рецензии, оценка на сайте Rotten Tomatoes составила 1,7 по шкале 1-10.
В январе 2019 года на кинофестивале «Сандэнс» состоялась премьера фантастической мелодрамы «Райские холмы» с Миллой Йовович в роли администратора пансиона для исправления девушек. Фильм был тепло принят критикой. В апреле того же года вышел фильм «Хеллбой» с Йовович в главной женской роли. Фильм получил резко отрицательные рецензии и провалился в прокате. Актёры характеризовали съёмки фильма как «производственный ад». В том же году сыграла главную роль международного специального агента в китайском фильме «The Rookies». Фильм получил в основном отрицательные рецензии и провалился в прокате.

## Личная жизнь и увлечения
С октября по ноябрь 1992 года Йовович была замужем за актёром Шоном Эндрюсом, а в 1997—1999 годах — за режиссёром Люком Бессоном.
22 августа 2009 года Йовович в третий раз вышла замуж — за режиссёра Пола Андерсона, с которым встречалась семь лет до их свадьбы.
У супругов есть три дочери — Эвер Габо Андерсон (род. 3 ноября 2007), Дэшилл Иден Йовович-Андерсон (род. 1 апреля 2015) и Ошин Ларк Эллиот Йовович-Андерсон (род. 2 февраля 2020).
В 2017 году перенесла экстренный аборт на пятом месяце беременности из-за риска преждевременных родов.
На своём официальном сайте Йовович публикует выдержки из дневника, где рассказывает о различных событиях в своей жизни. Она выступает за легализацию марихуаны и появлялась на обложке «High Times». Милла занимается боевыми искусствами, в частности, бразильским джиу-джитсу.
Милла Йовович — левша. Рост Миллы — 174 см. Она свободно говорит на английском, сербском, французском и русском языках.
Говоря о своём воспитании, Йовович отметила: «Меня воспитывала русская мама, она была знаменитой актрисой в СССР. Первые книги, которые я прочитала, были на русском языке. Я воспитывалась в атмосфере русской классической театральной школы. И современное кино стоит на этих же принципах. Кроме того, я всегда помню, что в моих жилах течёт русская кровь». На вопрос французского издания «Purple» о том, чувствует ли она себя русской, выехав из СССР в столь раннем возрасте, Йовович ответила: «Разумеется. Я по-прежнему общаюсь на русском. Разговариваю на нём со своей дочерью. Читаю ей русские стихи и рассказы. Мои корни очень важны — они делают меня той, кто я есть». О себе актриса сказала: «Я — русская. Я выросла у русских родителей, у меня много русских друзей, моя лучшая подружка — русская. Конечно, мне Россия очень близка и дорога. Я люблю русский юмор, русскую кухню, русские песни, русские церкви. Я понимаю, что выросла в Америке, — но всё равно чувствую себя русской или украинкой». Не соглашаясь с теми газетами, которые назвали Йовович «украинской актрисой», её мать заметила: «Мои родители — русские, из Тулы. Милла — полурусская-получерногорка, но я думаю, по своему происхождению она считает себя русской». В 2017 году Йовович отметила в интервью, что её рождение на Украине было «случайным».
В марте 2022 года, после вторжения России на Украину заявила, что война разбивает ей сердце и выразила поддержку украинцам: «Я с разбитым сердцем и ошеломлена, пытаясь осмыслить события этой недели на моей родине, на Украине. Мою страну и народ бомбят. Друзья и семья прячутся. Моя кровь и мои корни происходят как из России, так и из Украины. Я разрываюсь на две части, наблюдая за разворачивающимся ужасом, разрушением страны, перемещением семей, вокруг которых вся их жизнь лежит в обугленных осколках. Я помню войну на родине моего отца в бывшей Югославии и рассказы моей семьи о травмах и терроре, которые они пережили. Война. Всегда война. Лидеры, которые не могут принести мир. Бесконечная сила империализма. И всегда народ расплачивается кровью и слезами».
В своём твиттере Йовович рассказала, что по рождению является православной христианкой, но может ходить «в любую церковь, где будут присутствовать любовь и одухотворение».
Отметила, что очень любит музыку, рисование, интересуется историей искусств.

## Фильмография
| Год  |     | Русское название                     | Оригинальное название                         | Роль                            |
| ---- | --- | ------------------------------------ | --------------------------------------------- | ------------------------------- |
| 1988 | ф   | Слияние двух лун                     | Two Moon Junction                             | Саманта                         |
| 1988 | тф  | Ночной поезд в Катманду              | The Night Train to Kathmandu                  | Лили Маклеод                    |
| 1988 | с   | Рай                                  | Paradise                                      | Кэти                            |
| 1989 | с   | Женаты… с детьми                     | Married with Children                         | Иветт                           |
| 1990 | с   | Паркер Льюис не может проиграть      | Parker Lewis Can’t Lose                       | Робин Фэкновиц                  |
| 1991 | ф   | Возвращение в Голубую лагуну         | Return to the Blue Lagoon                     | Лилли                           |
| 1992 | ф   | Каффс                                | Kuffs                                         | Майя Карлтон                    |
| 1992 | ф   | Чаплин                               | Chaplin                                       | Милдред Харрис                  |
| 1993 | ф   | Под кайфом и в смятении              | Dazed and Confused                            | Мишель Барро                    |
| 1997 | ф   | Пятый элемент                        | The Fifth Element                             | Лилу                            |
| 1998 | ф   | Его игра                             | He Got Game                                   | Дакота Бернст                   |
| 1998 | ки  | Пятый элемент                        | The Fifth Element                             | Лилу                            |
| 1999 | ф   | Жанна д’Арк                          | The Messenger: The Story of Joan of Arc       | Жанна д’Арк                     |
| 2000 | ф   | Отель «Миллион долларов»             | The Million Dollar Hotel                      | Элоиз                           |
| 2000 | ф   | Золотая пыль                         | The Claim                                     | Люси                            |
| 2001 | ф   | Образцовый самец                     | Zoolander                                     | Катинка                         |
| 2002 | ф   | Кукла                                | Dummy                                         | Фангора                         |
| 2002 | ф   | Обитель зла                          | Resident Evil                                 | Элис                            |
| 2002 | ф   | Дом на Турецкой улице                | No Good Deed                                  | Эрин                            |
| 2002 | ф   | Ну ты и придурок!                    | You Stupid Man                                | Надин                           |
| 2002 | мс  | Царь горы                            | King of the Hill                              | Серена Шоу                      |
| 2004 | ф   | Обитель зла 2: Апокалипсис           | Resident Evil: Apocalypse                     | Элис                            |
| 2005 | кор | Трейлер к римейку Калигулы           | Trailer for a Remake of Gore Vidal's Caligula | Юлия Друзилла                   |
| 2006 | ф   | Ультрафиолет                         | Ultraviolet                                   | Вайолет                         |
| 2006 | ф   | 45-й калибр                          | .45                                           | Кэт                             |
| 2007 | ф   | Обитель зла 3                        | Resident Evil: Extinction                     | Элис                            |
| 2009 | ф   | Идеальный побег                      | A Perfect Getaway                             | Сидни                           |
| 2009 | ф   | Четвёртый вид                        | The Fourth Kind                               | Эбби Тайлер                     |
| 2010 | ф   | Обитель зла в 3D: Жизнь после смерти | Resident Evil: Afterlife                      | Элис                            |
| 2010 | ф   | Стоун                                | Stone                                         | Луситта, жена Стоуна            |
| 2010 | ф   | Дрянная девчонка                     | Dirty Girl                                    | Сью-Энн                         |
| 2011 | ф   | Выкрутасы                            | Выкрутасы                                     | Надя                            |
| 2011 | ф   | Плохая мамочка                       | Bringing Up Bobby                             | Олив                            |
| 2011 | ф   | Лица в толпе                         | Faces in the Crowd                            | Анна Марчент                    |
| 2011 | ф   | Мушкетёры                            | The Three Musketeers                          | леди Винтер                     |
| 2012 | ф   | Обитель зла: Возмездие               | Resident Evil: Retribution                    | Элис                            |
| 2014 | ф   | Цимбелин                             | Cymbeline                                     | королева                        |
| 2015 | ф   | Уцелевшая                            | Survivor                                      | Кейт Абботт                     |
| 2016 | ф   | Образцовый самец № 2                 | Zoolander 2                                   | Кати́нка Ингабого́винанана        |
| 2016 | ф   | Обитель зла: Последняя глава         | Resident Evil: The Final Chapter              | Элис                            |
| 2017 | ф   | Шок и трепет                         | Shock and Awe                                 | Влатка Ландэй                   |
| 2018 | ф   | Мир будущего                         | Future World                                  | наркобарон                      |
| 2019 | ф   | Хеллбой                              | Hellboy: Rise of the Blood Queen              | Вивьен Нимуэ, Кровавая королева |
| 2019 | ф   | Райские холмы                        | Paradise Hills                                | герцогиня                       |
| 2019 | ф   | Агент три нуля                       | 素人特工                                      | агент Брюс                      |
| 2020 | ф   | Охотник на монстров                  | Monster Hunter                                | Артемида                        |
| 2024 | ф   | Дыши!                                | Breathe                                       | Тесс                            |
| 2025 | ф   | В потерянных землях                  | In the Lost Lands                             | Грей Элис                       |
| 2025 | ф   | Разрушитель миров                    | World Breaker                                 | снималасб                       |
| 2025 | ф   | Полночь                              | Midnight                                      |                                 |

## Дискография
| Год  | Альбом | Высшие позиции в чартах | Продажи                  |
| Год  | Альбом | UK                      | Продажи                  |
| ---- | --- | ----------------------- | ------------------------ |
| 1994 | The Divine Comedy - Первый альбом - Выпущен: 5 апреля 1994 - Записан: 1993 - Лейбл: SBK - Продюсеры: Rupert Hine, Richard Feldman - Жанр: Фолк-рок, Альтернативный рок, Софт-рок                                                                                            | 57                      | - Великобритания: 2,000+ |
| 1998 | The People Tree Sessions - Второй Альбом - Выпущен: Unauthorized by Jovovich after released to the market, (however it remains available online) - Записан: 1997/1998 - Лейбл: SBK - Продюсеры: Rupert Hine, Richard Feldman - Жанр: Фолк-рок, Альтернативный рок, Софт-рок | ---                     | - Великобритания: ---    |

## Награды и номинации
| Награды и номинации              | Награды и номинации | Награды и номинации                              | Награды и номинации          | Награды и номинации |
| Награда                          | Год                 | Категория                                        | Фильм                        | Итог                |
| -------------------------------- | ------------------- | ------------------------------------------------ | ---------------------------- | ------------------- |
| Сатурн                           | 1998                | Лучшая актриса второго плана                     | Пятый элемент                | Номинация           |
| Сатурн                           | 2003                | Лучшая актриса                                   | Обитель зла                  | Номинация           |
| Blockbuster Entertainment Awards | 1998                | Лучший дебют актрисы                             | Пятый элемент                | Номинация           |
| Hollywood Film Festival          | 2010                | Spotlight Award                                  |                              | Победа              |
| MTV Movie Awards                 | 1998                | Лучшая драка                                     | Пятый элемент                | Номинация           |
| Золотая малина                   | 1992                | Худшая «Новая звезда»                            | Возвращение в Голубую лагуну | Номинация           |
| Золотая малина                   | 1998                | Худшая актриса второго плана                     | Пятый элемент                | Номинация           |
| Золотая малина                   | 2000                | Худшая актриса                                   | Жанна д’Арк                  | Номинация           |
| Молодой актёр                    | 1992                | Лучшая молодая актриса в главной роли кинофильма | Возвращение в Голубую лагуну | Номинация           |